# St. Anna (Wädenswil)

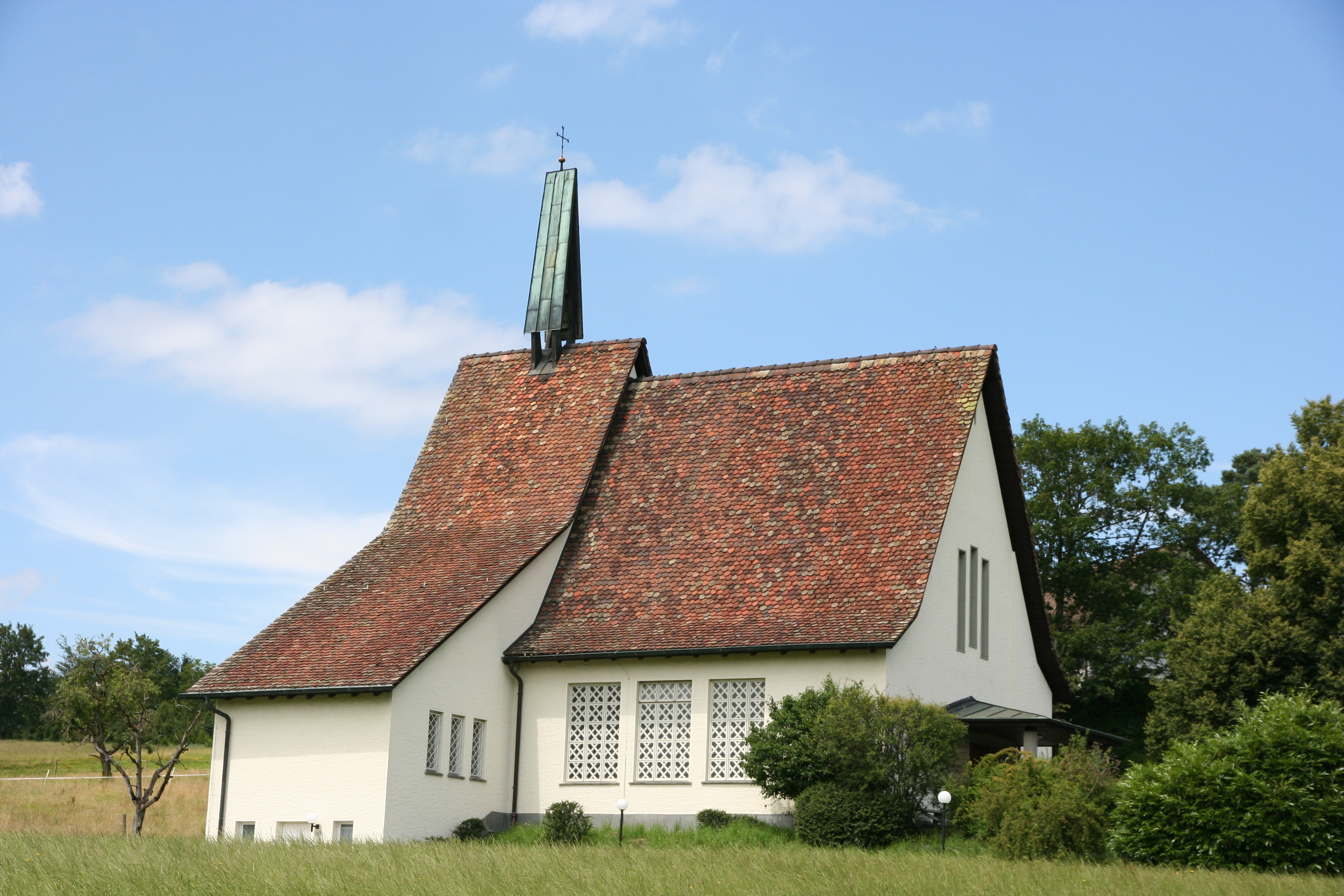
Kapelle St. Anna Wädenswiler Berg

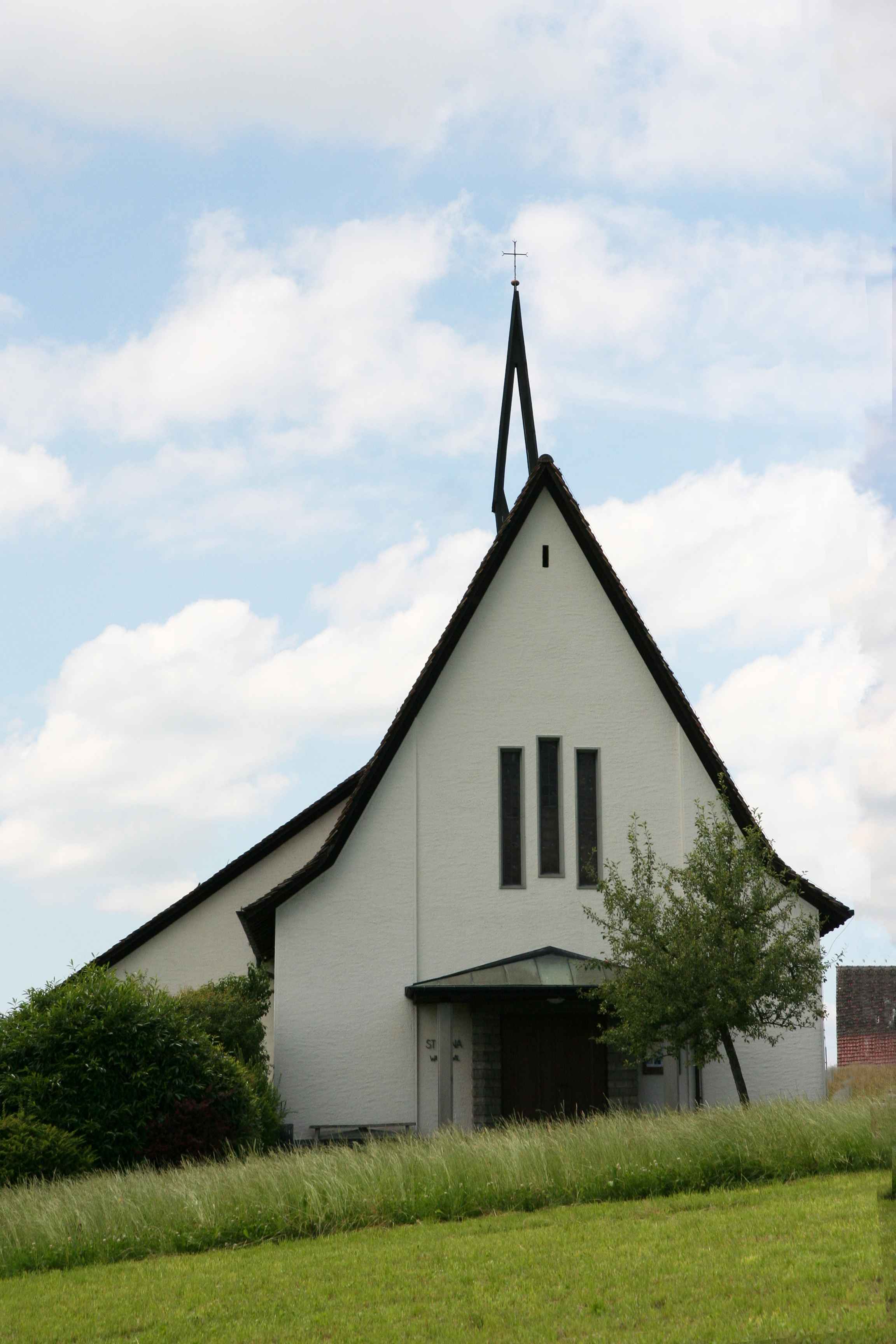
Frontansicht

Die römisch-katholische Kapelle St. Anna befindet sich auf dem Wädenswiler Berg am alten Pilgerweg nach Einsiedeln.

## Baugeschichte
Nach dem Zweiten Weltkrieg entstand bei den katholischen Bewohnern des Wädenswiler Berges der Wunsch nach einer eigenen Kapelle. Als die Anwohner den nötigen Baugrund für die Kapelle stifteten, wurde im Jahr 1955 die St. Anna-Kapelle nach Plänen der Architekten Ferdinand Pfammatter und Walter Rieger unter Einsatz der Pfarreimitglieder von Wädenswil sowie Handwerkern aus dem Dorfteil See erbaut. Das für den Bau der Kapelle benötigte Geld wurde durch Spenden, Bazare und «Betteltouren» zusammen getragen. Am 10. Mai 1956 fand die Weihe der Kapelle statt. Im Jahr 1990 wurde eine Renovation der St. Annakapelle durchgeführt.
Die Kapelle St. Anna gehört zusammen mit der Kapelle Bruder Klaus (Wädenswil-Au) und der Pfarrkirche St. Marien zur römisch-katholischen Kirchgemeinde Wädenswil, welche mit ihren 6'472 Mitgliedern (Stand 2021) eine der grösseren Kirchgemeinden des Kantons Zürich ist.

## Baubeschreibung

### Kirchturm und Äusseres
Die Kapelle steht auf freiem Feld und wird geprägt durch das hoch aufragende, im unteren Teil geknickte Satteldach. An der südlichen Seite der Kapelle wurde eine Sakristei angebaut. Bekrönt wird das Gotteshaus durch einen angedeuteten Dachreiter, der offen gestaltet ist, jedoch keine Glocke trägt. Die Frontfassade besitzt drei hochrechteckige Fenster, welche in ihrer Gestaltung auf die Dreifaltigkeit verweisen und das monumentale Glasfenster im Chor der Kapelle vorwegnehmen. Unter einem Vordach hindurch gelangt der Besucher in die Kapelle.

### Innenraum und künstlerische Ausstattung

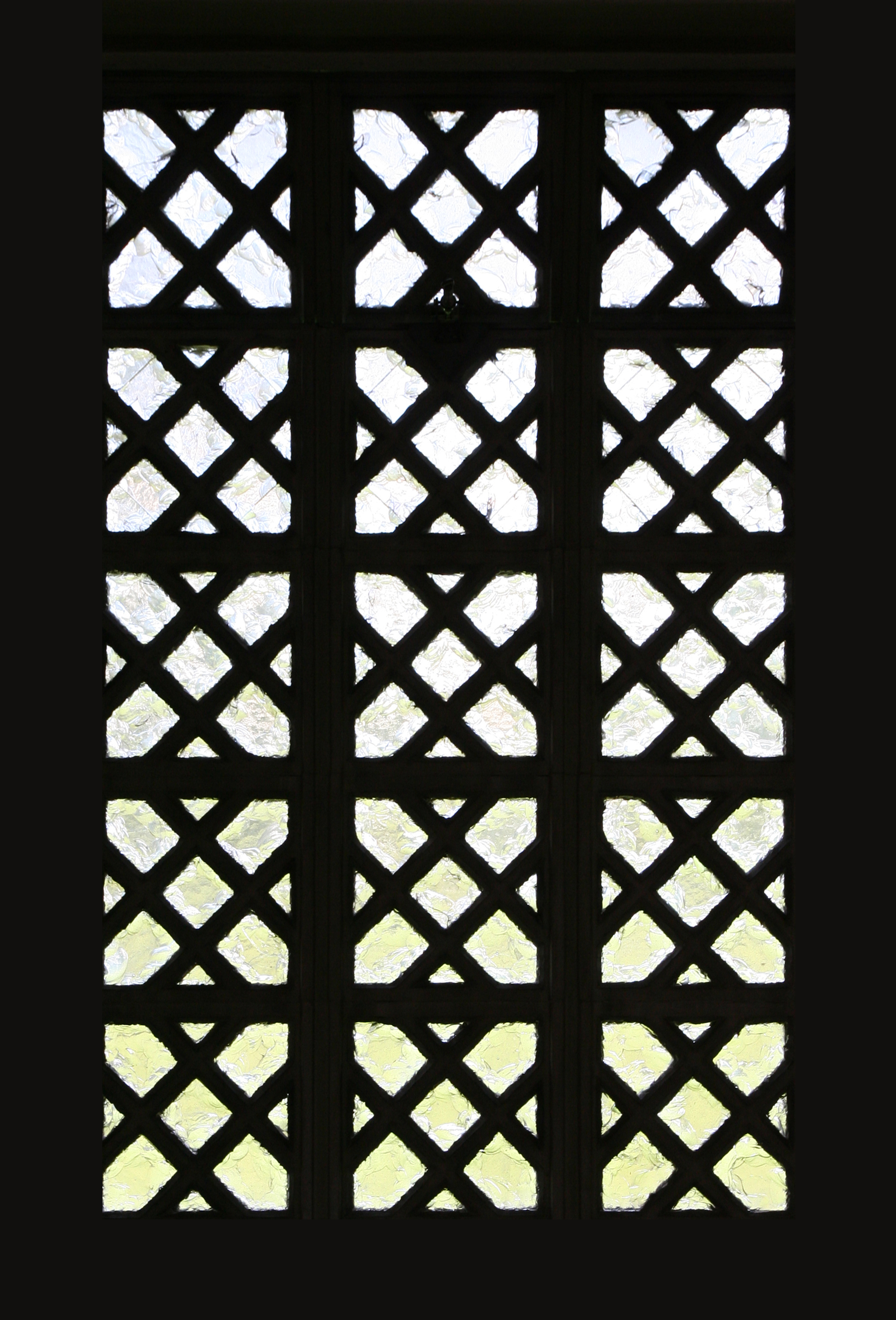
Fenster mit Betonmasswerk

Die schlichte Saalkirche wird durch das hoch aufsteigende Satteldach abgeschlossen, an dessen Flächen Elemente einer Kassettendecke angebracht sind. Ein Betonbogen, der die Dachkonstruktion stützt, markiert den Übergang vom Kirchenschiff zum Chor und deutet einen Lettner an. 
Wie bei allen Kirchen, die von den Architekten Pfammatter und Rieger errichtet wurden, sind auch in der Kapelle St. Anna die für diese beiden Architekten typischen Stilelemente abzulesen: Der Altar ist aus massivem Stein in Form eines Schiffsrumpfs gestaltet, die Fenster auf den Längsseiten der Kapelle wurden mit Elementen der aus Frankreich inspirierten Betongotik versehen und die Chorwand besteht im Wesentlichen aus einem monumentalen Glasgemälde, das den Raum in farbiges Licht taucht. 
Das Glasgemälde stammt von Pater Karl Stadler aus dem Kloster Engelberg. Es besteht aus drei Fenstersegmenten, wobei die beiden äusseren das mittlere in der Tradition eines Flügelaltars flankieren. Im linken Fenster sind Adam und Eva zu erkennen, die von der Schlange im Paradies bedroht werden. Auf der rechten Seite ist auf der Höhe der Schlange das Weihnachten geborene Jesuskind als Gegenpart zu sehen. So wird symbolisch der Sündenfall im Paradies durch die Geburt Christi aufgehoben. Gegenüber der Eva ist auf der rechten Seite die Muttergottes zu sehen, vis-à-vis von Adam die Mutter Anna, die Patronin der Kapelle. Im Zentrum des Glasgemäldes ist das in der Schweiz selten dargestellte Motiv Christus in der Kelter zu sehen: Der gemarterte, blutende Jesus mit der Dornenkrone steht in einer Kelter. Unterhalb der Kelter vermischt sich das Blut Christi mit dem Wein der gepressten Trauben und fliesst in bereitstehende liturgische Kelche. Die Konzeption des Glasfensters thematisiert in den äusseren Fenstern Schuld und Erlösung und verweist im Mittelteil auf die Eucharistie, in welcher der Wein in das Blut Christi verwandelt wird.

### Orgel

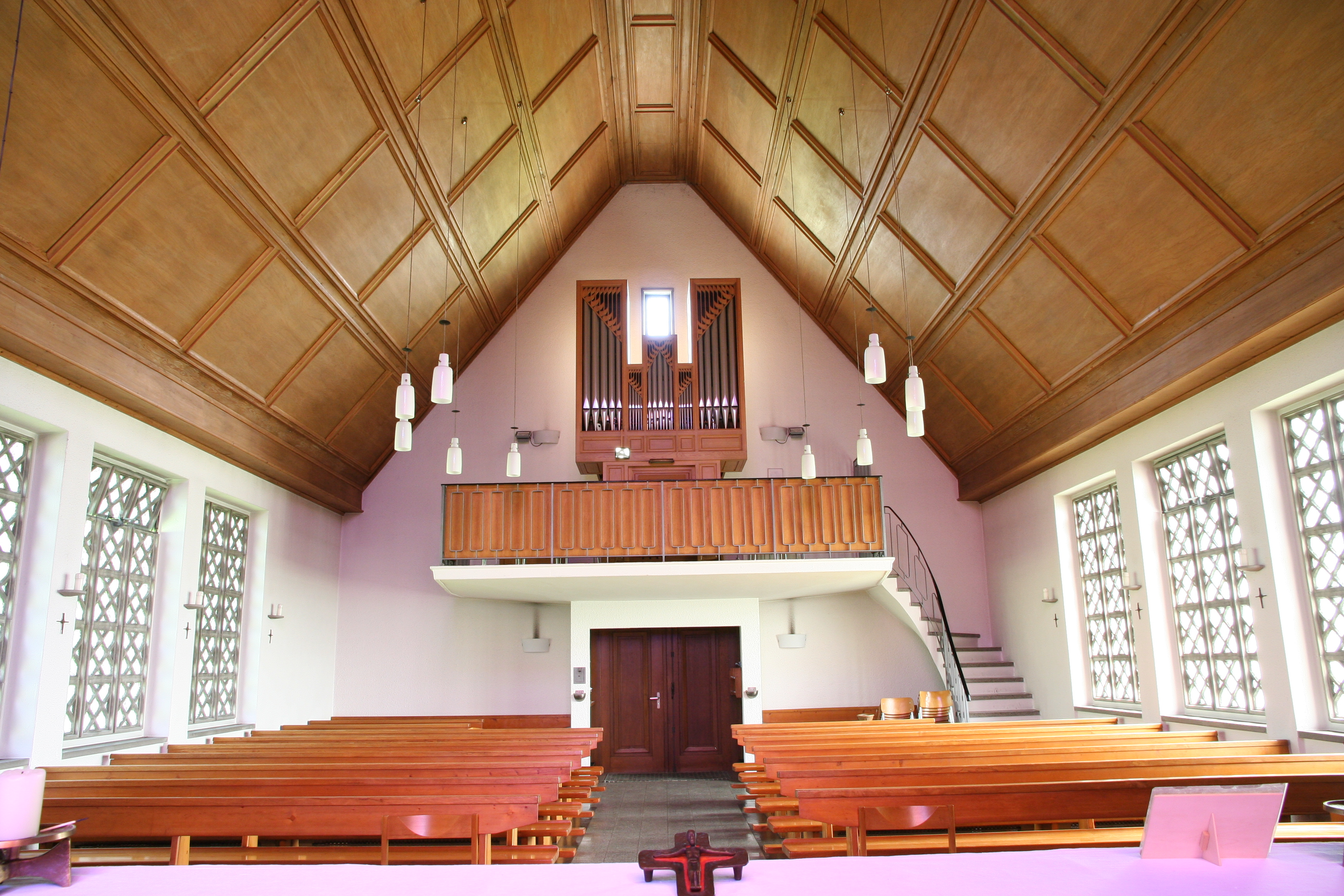
Empore mit Kuhn-Orgel von 1974

1974 errichtete die Orgelbaufirma Kuhn, Männedorf, die Pfeifenorgel der St.-Anna-Kapelle. Es handelt sich um ein mechanisches Instrument mit 7 Registern auf zwei Manualen samt Pedal.
| I Hauptwerk C–g3 |       |
| Hohlflöte        | 8′    |
| Sesquialter II   | 2 ⁄3′ |
| Principal        | 2′    |

| II Hinterwerk C–g3 |      |
| Rohrflöte          | 8′   |
| Praestant          | 4′   |
| Cymbel II–III      | 2⁄3′ |

| Pedal C–f1 |     |
| Hintersatz | 16′ |

- Normalkoppeln: II/I, I/P